# Église Saint-Léger de Compigny
L'église Saint-Léger de Compigny est une église située à Compigny, en France.

## Localisation
L'église est située dans le département français de l'Yonne, sur la commune de Compigny.

## Historique
L'édifice est inscrit au titre des monuments historiques en 2001.